# Поляна (Терновский район)
Поляна — село в Терновском районе Воронежской области России.
Входит в состав Русановского сельского поселения.

## География
Село в речной долине р. Савала, с запада — лес Бугроватый.

### Улицы
| - ул. Будённого - ул. Володарского - ул. Ворошилова - ул. Заливная - ул. Кавказская - ул. Кирова - ул. Крупской | - ул. Ленинская - ул. Набережная - ул. Проезжая - ул. Советская - ул. Школьная - ул. Энгельса |

## Население
| 2010 |
| ---- |
| 458  |

## Инфраструктура
В селе имеются:
- Сельское почтовое отделение связи, улица Проезжая, 7.
- Полянская основная общеобразовательная школа, улица Школьная, 8.[2]